# Ferragus
Pour les articles homonymes, voir Ferragus (homonymie).
Ferragus est un roman d’Honoré de Balzac paru en 1833 dans la Revue de Paris, édité en 1834 chez madame Charles-Béchet.
C'est le premier volet de l’Histoire des Treize qui regroupe Ferragus, La Duchesse de Langeais et La Fille aux yeux d’or. L’ensemble fait partie des Scènes de la vie parisienne, Études de mœurs, de La Comédie humaine.
Le titre complet de l’ouvrage, dédié à Hector Berlioz à partir de l'édition Furne de 1843, était Ferragus, chef des Dévorants. Une contrefaçon belge publiée en 1833 chez Mélina annonçait déjà le premier épisode d’un ensemble.

## Personnages
- Ferragus, père de Clémence Desmarets. Il apparaît sous son nom de guerre Ferragus XXIII mais aussi sous ceux de Camuset et de comte de Funcal. Mais son véritable nom est Bourignard. Chef des Dévorants, c'est un homme secret au lourd passé.
- Clémence Desmarets, nommée aussi « Madame Jules  », fille de Ferragus, femme de Jules Desmarets .
- Auguste de Maulincour, jeune noble, chef d'escadron d'un régiment de cavalerie.
- Jules Desmarets, époux de Clémence Desmarets .
- Ida Gruget, fille de madame Gruget.
- Madame Étienne Gruget, veuve et mère d'Ida.

## Thème
L’action se situe en février 1819. Auguste de Maulincour, jeune officier de cavalerie, se promenant dans un quartier mal famé de Paris, aperçoit au loin la jeune femme mariée, Clémence Desmarets, dont il est secrètement amoureux, se contentant de l’adorer de loin. Il la voit disparaître dans une maison sordide comme toutes celles du quartier. Quel est le secret de cette femme, reconnue dans le grand monde parisien comme un modèle de vertu conjugale ?  Retrouvant Clémence Desmarets le soir même chez madame de Nucingen, il la harcèle pour lui arracher son secret par dépit de n'être pas aimé d'elle. Mais la jeune femme prétend qu’elle n’est pas sortie de chez elle de la soirée. Auguste décide alors d’espionner la maison où il l'a vue entrer. Réussissant à y pénétrer, il découvre la jeune femme en compagnie d’un personnage inquiétant :  Ferragus (personnage éponyme), et dans l'ombre d'une pièce, une femme en pleurs, Ida.
Dans les jours qui suivent, le jeune homme échappe de peu à plusieurs accidents qui s’avèrent être des tentatives répétées d’assassinat car il a surpris les secrets de gens puissants et mystérieux. Manquant d’être écrasé par une grosse pierre de chantier, victime du sabotage d’un essieu de son cabriolet, provoqué en duel par le marquis de Ronquerolles qui le blesse grièvement, finalement empoisonné par les cheveux lors d’un bal, Auguste révèle au mari de Clémence, Jules Desmarets, très riche agent de change, le détail de ses découvertes à propos de sa femme et de Ferragus qui n’est autre qu’un ancien forçat. Le soupçon s’installe alors dans un ménage jusque-là admirable de passion partagée. Jules surprend les petits mensonges de son épouse qui le font terriblement souffrir et le conduiront à détruire sa femme adorée. La vérité éclate trop tard car Clémence a succombé au chagrin de ne pouvoir se justifier auprès de son mari, ses visites à Ferragus étant dictées par son amour filial, puisque le forçat était son père.
De sa véritable identité « Gratien Bourignard » , Ferragus XXIII a été ouvrier, puis entrepreneur en bâtiment. Il était à l'époque (avant 1806, date de son emprisonnement) très riche, joli garçon, compagnon de l'ordre des Dévorants dont il est devenu le chef. Condamné à vingt ans de bagne en 1806, il s'est évadé et est retourné à Paris où il vit sous divers noms d'emprunt et déguisements, par exemple l'identité factice du comte de Funcal.
Vers 1815, il est mêlé à plusieurs sombres affaires, dont celle de l'expédition d'Henri de Marsay à l'hôtel San-Réal pour tenter d'enlever Paquita, La Fille aux yeux d'or.
Le marquis de Ronquerolles est un de ses complices et lui a apporté son aide à sa sortie du bagne. Le marquis fait partie d'une société secrète à laquelle appartient aussi Henri de Marsay et qu’Honoré de Balzac décrit dans la préface de l’Histoire des Treize comme un« […] monde à part dans le monde, hostile au monde, n'admettant aucune des idées du monde, n’en reconnaissant aucune loi, ne se soumettant qu’à la conscience de sa nécessité, n'obéissant qu'à un dévouement, agissant tout entier pour un seul de ses associés quand l’un d’eux réclamerait l’assistance de tous ; cette vie de flibustier en gants jaunes et en carrosse, cette union des gens supérieurs, froids et railleurs […] ; cette religion de plaisir et d'égoïsme fanatisa treize hommes qui recommencèrent la société de Jésus au profit du diable ».
Le récit se termine en tragédie avec la mort d’Auguste et de Clémence, puis d'Ida Gruget, la maîtresse de Ferragus, le désespoir de Jules et la déchéance physique de Ferragus.

## Les Dévorants
Balzac écrit à propos des Dévorants dans la préface de L'Histoire des Treize : « Ainsi les Dévorants ont Trempe-la-Soupe IX, Ferragus XXIII, Tutanus XIII, Masche-Fer IV, de même que l'Église a ses Clément XIV, Grégoire IX, Jules II, Alexandre VI, etc. Maintenant, que sont les Dévorants ? Dévorants est le nom d'une des tribus de Compagnons ressortissant jadis de la grande association mystique formée entre les ouvriers de la chrétienté pour rebâtir le temple de Jérusalem. »
« Dévorants »   a pour étymologie le mot « devoir »  .
Au XIXe siècle, les Dévorants étaient une société mystique d'ouvriers chrétiens, les Compagnons du devoir. Toutefois, le mot « dévorant »  pourrait faire allusion à leur appétit féroce lors de banquets mais également à leur volonté insatiable de suivre et d'exercer leurs bons plaisirs.

## Adaptations
- Ferragus. Réalisation : André Calmettes, 1910.
- Ferragus (Die Dreizehn). Allemagne. Film réalisé par Alfred Halm, avec Mady Christians, Hans Albers (Ferragus XXIII), 1918.
- Tempete (très librement inspiré de Ferragus), réalisation Dominique Bernard-Deschamps,  1940.